# Lila Touili
Lila Touili (19 de febrero de 2000) es una deportista de Francia que compite en natación. Ganó una medalla de bronce en los Juegos Olímpicos de la Juventud de 2018, en la prueba de 50 m espalda.